# Bissimulação
Na  teoria da computação uma bissimulação é uma relação binária entre sistemas de transição de estados, ou também chamados apenas de sistemas de transição (sistemas constituintes de estados e transições), associando sistemas que se comportam da mesma maneira no sentido de que um sistema simula o outro e vice-versa.
Intuitivamente dois sistemas são bissimilares se eles combinam seus movimentos entre si. Neste sentido, cada um dos sistemas não pode ser distinto um do outro por um observador.

## Definição formal
Dado um sistema de transição rotulado ({\displaystyle S}, Λ, →); uma relação de bissimulação é uma relação binária {\displaystyle R} sobre {\displaystyle S} (isto é, {\displaystyle R} ⊆ {\displaystyle S} × {\displaystyle S}) tal que ambos {\displaystyle R}−1 e {\displaystyle R} são simulações.
Equivalentemente {\displaystyle R} é uma bissimulação se para cada par de elementos {\displaystyle p,q} em {\displaystyle S} com {\displaystyle (p,q)} em {\displaystyle R}, para todo α em Λ:
para todo {\displaystyle p'} em {\displaystyle S},
{\displaystyle p{\overset {\alpha }{\rightarrow }}p'}
implica que existe um {\displaystyle q'} em {\displaystyle S} tal que
{\displaystyle q{\overset {\alpha }{\rightarrow }}q'}
e {\displaystyle (p',q')\in R};
e, simetricamente, para todo {\displaystyle q'} em {\displaystyle S}
{\displaystyle q{\overset {\alpha }{\rightarrow }}q'}
implica que existe um {\displaystyle p'} em {\displaystyle S} tal que
{\displaystyle p{\overset {\alpha }{\rightarrow }}p'}
e {\displaystyle (p',q')\in R}.
Dados dois estados {\displaystyle p} e {\displaystyle q} em {\displaystyle S}, {\displaystyle p} é bissimilar a {\displaystyle q}, escrito {\displaystyle p\,\sim \,q}, se existe uma bissimulação {\displaystyle R} tal que {\displaystyle (p,q)} está em {\displaystyle R}.
A relação de bissimilaridade {\displaystyle \,\sim \,} é uma relação de equivalência. Além disso, ela é a mais larga relação de bissimulação sobre um dado sistema de transição.
Note que não é sempre o caso que se {\displaystyle p} simula {\displaystyle q} e {\displaystyle q} simula {\displaystyle p} que eles são bissimilares. Para {\displaystyle p} e {\displaystyle q} serem bissimilares, a simulação entre {\displaystyle p} e {\displaystyle q} deve ser a inversa da simulação entre {\displaystyle p} e {\displaystyle q}. Contraexemplo (em Sistemas de Comunicação de Cálculos, descrevendo uma máquina de café):  {\displaystyle M=p.{\overline {c}}.M+p.{\overline {t}}.M+p.({\overline {c}}.M+{\overline {t}}.M)} e {\displaystyle M'=p.({\overline {c}}.M'+{\overline {t}}.M')} simulam entre
si mas não são bissimilares.

## Definições alternativas

### Definição relacional
Bissimulação pode ser definida em termos de composições de relações como segue.
Dado um sistema de transição rotulado {\displaystyle (S,\Lambda ,\rightarrow )}, uma relação de bissimulação é uma relação binária de {\displaystyle R} sobre {\displaystyle S} (isto é, {\displaystyle R} ⊆ {\displaystyle S} × {\displaystyle S}) tal que {\displaystyle \forall \alpha \in \Lambda }
{\displaystyle R\ ;\ {\overset {\alpha }{\rightarrow }}\quad {\subseteq }\quad {\overset {\alpha }{\rightarrow }}\ ;\ R}
e
{\displaystyle R^{-1}\ ;\ {\overset {\alpha }{\rightarrow }}\quad {\subseteq }\quad {\overset {\alpha }{\rightarrow }}\ ;\ R^{-1}}
Partindo da monotonicidade e continuidade da relação de composição, ela segue imediatamente que o conjunto de bissimulações é fechado sobre uniões (junta-se à ordem parcial das relações), e um simples cálculo algébrico mostra que a relação de bissimilaridade - a junção de todas as bissimulações - é uma relação de equivalência. Esta definição, e o tratamento associado a bissimilaridade, pode ser interpretado em qualquer quantale involutivo.

### Definição ponto fixo
Bissimilaridade também pode ser definida da maneira da teoria da ordem, em termos da teoria do ponto fixo, mais precisamente como o maior ponto fixo de uma certa função definida abaixo.
Dado um sistema de transição rotulado ({\displaystyle S}, Λ, →), defina {\displaystyle F:{\mathcal {P}}(S\times S)\to {\mathcal {P}}(S\times S)} para ser uma função de relações binárias sobre {\displaystyle S} a relações binárias sobre {\displaystyle S}, como segue:
Seja {\displaystyle R} uma relação binária qualquer sobre {\displaystyle S}. {\displaystyle F(R)} é definida para ser o conjunto de todos os pares {\displaystyle (p,q)} em {\displaystyle S} × {\displaystyle S} tal que:
{\displaystyle \forall \alpha \in \Lambda .\,\forall p'\in S.\,p{\overset {\alpha }{\rightarrow }}p'\,\Rightarrow \,\exists q'\in S.\,q{\overset {\alpha }{\rightarrow }}q'\,{\textrm {e}}\,(p',q')\in R}
e
{\displaystyle \forall \alpha \in \Lambda .\,\forall q'\in S.\,q{\overset {\alpha }{\rightarrow }}q'\,\Rightarrow \,\exists p'\in S.\,p{\overset {\alpha }{\rightarrow }}p'\,{\textrm {e}}\,(p',q')\in R}
Bissimilaridade então é definida para ser o maior ponto fixo de {\displaystyle F}.

### Definição da teoria dos jogos
Bissimulação também pode ser pensada em termos de um jogo entre dois jogadores, atacante e defensor.
O "Atacante" vai primeiro e pode escolher qualquer transição válida, {\displaystyle \alpha }, de {\displaystyle (p,q)}. Isto é.:
{\displaystyle (p,q){\overset {\alpha }{\rightarrow }}(p',q)}
ou
{\displaystyle (p,q){\overset {\alpha }{\rightarrow }}(p,q')}
O "Defensor" deve então tentar combinar aquela transição, {\displaystyle \alpha } de ambos {\displaystyle (p',q)} ou {\displaystyle (p,q')} dependendo do movimento do atacante.
Ou seja, eles devem encontrar um {\displaystyle \alpha } tal que:
{\displaystyle (p',q){\overset {\alpha }{\rightarrow }}(p',q')}
ou
{\displaystyle (p,q'){\overset {\alpha }{\rightarrow }}(p',q')}
Atacante e defensor continuam alternando turnos até que:
- O defensor não consegue encontrar uma transição válida para combinar com o movimento do atacante. Neste caso o atacante vence.
- O jogo alcança estados {\displaystyle (p,q)} que ambos são 'mortos' (ou seja, não há transições de ambos estados). Neste caso o defensor vence.
- O jogo continua para sempre, neste caso o defensor vence.
- O jogo alcança os estados {\displaystyle (p,q)}, que já foram visitados. Isto é o equivalente a um jogo que não termina e conta como vitória para o defensor.

Pela definição acima o sistema é uma bissimulação se e somente se existe uma estratégia de vitória para o defensor.

### Definição co-algébrica
Uma bissimulação do sistema de transição de estados é um caso especial de bissimulação co-algébrica para o tipo de funtor covariante do conjunto das partes. Note que todo o sistema de transições de estados {\displaystyle (S,\Lambda ,\rightarrow )} é bijetivamente uma função {\displaystyle \xi _{\rightarrow }} do {\displaystyle S} para o conjunto das partes de {\displaystyle S} indexado por {\displaystyle \Lambda } escrito como {\displaystyle {\mathcal {P}}(\Lambda \times S)}, definido por
{\displaystyle p\mapsto \{(\alpha ,q)\in S:p{\overset {\alpha }{\rightarrow }}q\}.}
Seja {\displaystyle \pi _{i}\colon S\times S\to S} o '{\displaystyle i} ésimo' mapeamento de projeção {\displaystyle (p,q)} para {\displaystyle p} e {\displaystyle q} respectivamente onde {\displaystyle i=1,2}; e {\displaystyle {\mathcal {P}}(\Lambda \times \pi _{1})} a imagem adiante de {\displaystyle \pi _{1}} definida por largar o terceiro componente
{\displaystyle P\mapsto \{(a,p)\in \Lambda \times S:\exists q.(a,p,q)\in P\}}
onde {\displaystyle P} é um subconjunto de {\displaystyle \Lambda \times S\times S}. Similarmente para {\displaystyle {\mathcal {P}}(\Lambda \times \pi _{2})}.
Usando as notações acima, a relação {\displaystyle R\subseteq S\times S} é uma bissimulação num sistema de transição {\displaystyle (S,\Lambda ,\rightarrow )} se e somente se existe um sistema de transição {\displaystyle \gamma \colon R\to {\mathcal {P}}(\Lambda \times R)} na relação {\displaystyle R} tal que o diagrama
comuta, isto é para {\displaystyle i=1,2}, as equações
{\displaystyle \xi _{\rightarrow }\circ \pi _{i}={\mathcal {P}}(\Lambda \times \pi _{i})\circ \gamma }
considerando que {\displaystyle \xi _{\rightarrow }} é a representação funcional de {\displaystyle (S,\Lambda ,\rightarrow )}.

## Variantes de bissimulação
Em contextos especiais a noção de bissimulação as vezes é refinada pela adição de requisitos adicionais e restrições. Por exemplo se o sistema de transição de estado inclui a noção de ação silenciosa (ou interna), geralmente denotada com {\displaystyle \tau }, isto é ações que não são visíveis por observadores externos, então a bissimulação pode ser descontraída para ser uma bissimulação fraca, a qual se dois estados {\displaystyle p} e {\displaystyle q} são bissimilares e existe algum número de ações internas começando por {\displaystyle p} a outro estado {\displaystyle p'} então deve existir o estado {\displaystyle q'} tal que existe algum número (possivelmente zero) de ações internas começando por {\displaystyle q} a {\displaystyle q'}.
Tipicamente, se o sistema de transição de estado dá a semântica operacional de uma linguagem de programação, então a definição precisa de bissimulação será específica às restrições da linguagem de programação. Portanto, no geral, pode existir mais de um tipo de bissimulação, a relação depende do contexto.

## Bissimulação e lógica modal
Desde que os modelos de Kripke são um caso especial de sistema de transição de estado (rotulado), bissimulação também é um tópico de lógica modal. Na verdade, lógica modal é o fragmento de lógica de primeira ordem invariante sob bissimulação (teorema de Van Benthem).

## Ferramentas de software
- CAPD: para minimizar e comparar sistemas de estados finitos de acordo com várias bissimulações
- O jogo da bissimulação

## Leitura complementar
- Davide Sangiorgi. (2011). Introduction to Bisimulation and Coinduction. Cambridge University Press. ISBN 9781107003637